# Laila Ali
Laila Ali (* 30. Dezember 1977 in Miami Beach, Florida) ist eine ehemalige US-amerikanische Boxerin.

## Werdegang
Laila Ali ist die Tochter von Muhammad Ali und seiner dritten Ehefrau Veronica Porché. Anfang 1999 überraschte sie die Boxwelt mit der Entscheidung, in die Fußstapfen ihres Vaters zu treten und als professionelle Boxerin ihr Geld zu verdienen. Am 8. Oktober 1999 gewann Ali ihr Profidebüt gegen April Fowler durch K. o. in der ersten Runde. Am 8. Juni 2001 standen einander Ali und die bereits 40-jährige Jackie Frazier-Lyde, Tochter von Joe Frazier, im Ring gegenüber. Erstmals in der Geschichte des amerikanischen Bezahl-Fernsehens wurde ein Frauenboxkampf zur Hauptsendezeit ausgestrahlt, angekündigt als „Ali / Frazier IV“, in Anlehnung an die drei legendären Kämpfe der Väter der beiden Boxerinnen. Ali gewann den auf acht Runden angesetzten Kampf nach Punkten, kehrte aber erst rund ein Jahr später wieder zum Kampf gegen Shirvelle Williams in den Ring zurück.
Am 17. August 2002 gewann Ali den Weltmeistertitel in der Version der IBA nach zwei Runden gegen Suzzette Schneiders und fügte diesem Sieg am 9. November desselben Jahres die Titel der WIBA und IWBF hinzu, als sie Valerie Mahfood nach acht Runden besiegte. Am 21. Juni 2003 verteidigte sie ihre Titel im Rückkampf gegen Mahfood abermals durch K. o. Es folgten weitere Kämpfe, die sie alle gewann, meist durch K. o.
Unter anderem verteidigte Ali ihre Titel am 30. Juli 2004 in der Heimatstadt ihres Vaters, Louisville, Kentucky. Am 24. September 2004 gewann Ali den Titel der Leichtschwergewichtsklasse nach IWBF-Version. Am 11. Juni 2005, wiederum als Vorkampf von Tyson gegen Kevin McBride, besiegte Ali Erin Toughill und gewann als zweite Frau nach Jackie Nava den Titel in der WBC. Der Kampf wurde kurz vor Ende der dritten Runde vom Schiedsrichter abgebrochen, nachdem Toughill, nach einer Serie von über zwanzig Treffern, blutend in einer Ecke stand.
Am 17. Dezember 2005 gewann sie im Rahmen des Weltmeisterschaftskampfes von Nikolai Walujew und John Ruiz bei ihrem ersten Auftritt in Deutschland gegen die Schwedin Åsa Sandell, am 11. November 2006 im New Yorker Madison Square Garden gegen Shelley Burton.
Im Februar 2007 besiegte Ali in ihrem bislang letzten Kampf Gwendolyn O’Neil mit einem K. o. in der ersten Runde.
Im Oktober 2019 nahm Ali als Panda an der zweiten Staffel des US-amerikanischen Ablegers von The Masked Singer teil und schied als dritte von insgesamt 16 Teilnehmern aus.

## Leben
Seit August 2008 sind Ali und ihr Ehemann, der Footballspieler Curtis Conway, Eltern eines Sohnes und seit April 2011 haben die beiden eine Tochter.